# 賀利氏
賀利氏集團控股股份有限公司（Heraeus Holding GmbH），簡稱賀利氏或Heraeus，是在1851年由德國商人威廉．卡爾．賀利氏創立。也就是德國典型家族式生意經營企業，以及非上市公司之一，但也會發出財政資料，其主要業務生產貴金屬、特殊金屬、牙醫物料、醫療科技、石英玻璃、傳感器，以及專業光源產品。其總部位於德國哈瑙。

## 历史
其集團超過120家企業，員工數目達至12,931人，貴金屬營業收入179億歐元，以及發電產品營業收入41億歐元。
2021年8月2日，賀利氏再次被美國財富雜誌全球500強，排名為335位，以359.291億美元營業額，資產為70.552億美元，總合計股東權益為40.141億美元，利潤、股東權益收益率、淨資產收益率和營業額收益率則因資料不足而未能按照披露（以按照國際審計準則而所編製）。

## 客戶
其供應物料產品，主要銷售給航天業、汽車業、通信業、化學工業、醫療科技業，以及鋼鐵業而設。

## 外部連結
- 賀利氏集團控股股份有限公司（只提供英文版本） （页面存档备份，存于）
- 賀利氏有限公司（香港） （页面存档备份，存于）
- 賀利氏中國網站 （页面存档备份，存于）